# 455

455(사백오십오)는 454보다 크고 456보다 작은 자연수다.

## 수학
- 합성수로, 그 약수는 1, 5, 7, 13, 35, 65, 91, 455다. 진약수의 합은 217이므로, 455는 부족수다.
- 55번째 쐐기수다. 앞의 쐐기수는 442, 다음 쐐기수는 465다.
  - 14번째 홀수 쐐기수다. 앞의 홀수 쐐기수는 435, 다음은 465다.
- 13번째 사면체수다. 앞의 사면체수는 364, 다음은 560이다.
- {\displaystyle 2^{12}-1}은 455로 나누어떨어진다.

## 과학
- NGC 455(영어판): 물고기자리 방향에 있는 렌즈형은하.

## 교통

### 철도
- 수도권 전철 4호선 정왕역의 역번호.

### 도로
- 일본 455번 국도(일본어판): 이와테현 모리오카시에서 시모헤이군 이와이즈미정까지 이어지는 일본의 국도.
- 현도 제455호선

## 군사
- U-455(영어판, 독일어판): 제2차 세계 대전에 사용된 나치 독일의 군용 잠수함.

## 문화유산
- 대한민국의 보물 제455호선: 경주 노서동 금귀걸이
- 대한민국의 사적 제455호선: 아차산 일대 보루군

## 기타
- 연도: 455년, 기원전 455년